# Graptacme calamus
Graptacme calamus är en blötdjursart som först beskrevs av Dall 1889.  Graptacme calamus ingår i släktet Graptacme och familjen Dentaliidae. Inga underarter finns listade i Catalogue of Life.